# Astor Trophy
De Astor Trohy (voorheen de Commonwealth Trophy) is de naam van een trofee die door gravin Nancy Astor werd aangeboden aan de Ladies Golf Union (LGU). Hij werd gebruikt als prijs voor een golftoernooi dat om de vier jaar wordt georganiseerd tussen amateurteams uit Australië, Canada, Groot-Brittannië, Nieuw-Zeeland en Zuid-Afrika.
Het idee ontstond in Australië en werd door Jean Derrin en Mollie McLeish voorgesteld aan de LGU. In 1957 werden Canada, Nieuw-Zeeland en Zuid-Afrika benaderd om ook mee te doen. Ieder land wordt sinds 1979 vertegenwoordigd door een team van vijf speelsters. De formule is matchplay in een round-robin formaat. Er worden foursomes en singles gespeeld.

## Resultaten
| Jaar | Baan                                      | Winnaar          | Winnend team                                                                       |
| ---- | ----------------------------------------- | ---------------- | ---------------------------------------------------------------------------------- |
| 1963 | St Andrews Links, Schotland               | Groot-Brittannië | ?                                                                                  |
| 1967 | Royal Melbourne Golf Club, Australië      | Groot-Brittannië | ?                                                                                  |
| 1971 | Hamilton GC, Nieuw-Zeeland                | Groot-Brittannië | M Everard, D Oxley, B Robertson, M Walker                                          |
| 1975 | Ganton CC, Engeland                       | Groot-Brittannië | Julie Greenhalgh, Anne Irvin, Tegwin Perkins, Anne Stant                           |
| 1979 | Lake Karrinyup Golf Club, Australië       | Canada           | Marlene Streit, Michelle Guilbault, Gail Moore, Marilyn O’Connor, Stacey West      |
| 1983 | Glendale GC, Canada                       | Australië        | Louise Briers, Corinne Dibnah, Lindy Goggin, Diane Pavich, Pauline Sanderson       |
| 1987 | Christchurch GC, Nieuw-Zeeland            | Canada           | G Anderson, A Bendick, C Burton, J Medlicott, J Wyatt                              |
| 1991 | Northumberland GC, Engeland               | Groot-Brittannië | Elaine Farquharson, Linzi Fletcher, Julie Hall, Catriona Lambert, Vicki Thomas     |
| 1995 | Royal Sydney Golf Club, Australië         | Australië        | Tanya Holl, Anne-Marie Knight, Kate MacIntosh, Allison Wheelhouse, Simone Williams |
| 1999 | Marine Drive GC, Canada                   | Australië        | Helen Beatty, Tamie Durdan, Sandy Grimshaw, Rebecca Stevenson, Lindsey Wright      |
| 2003 | Remuera GC, Nieuw-Zeeland                 | Australië        | Misun Cho, Sarah Kemp, Sarah-Jane Kenyon, Rochelle Miles, Anna Parsons             |
| 2007 | Royal Johannesburg Golf Club, Zuid-Afrika | Groot-Brittannië |                                                                                    |
| 2011 | Fairhaven GC, Engeland                    | Groot-Brittannië | Kelly Tidy, Amy Boulden, Holly Clyburn, Kelsey MacDonald, Pamela Pretswell         |
| 2015 | Brisbane Golf Club, Australië             | 12-16 januari    |                                                                                    |